# Незов
Незов (њем. Nesow) општина је у њемачкој савезној држави Мекленбург-Западна Померанија. Једно је од 91 општинског средишта округа Нордвестмекленбург. Према процјени из 2010. у општини је живјело 265 становника. Посједује регионалну шифру (AGS) 13058072.

## Географски и демографски подаци
Незов се налази у савезној држави Мекленбург-Западна Померанија у округу Нордвестмекленбург. Општина се налази на надморској висини од 24 метра. Површина општине износи 8,6 km². У самом мјесту је, према процјени из 2010. године, живјело 265 становника. Просјечна густина становништва износи 31 становника/km².